# Liu Shanshan
Dans ce nom chinois, le nom de famille, Liu, précède le nom personnel.
Pour les articles homonymes, voir Liu.
Liu Shanshan (chinois simplifié : 刘杉杉), née le 16 mars 1992 à Baoding, est une footballeuse internationale chinoise. Elle évolue au sein de l'équipe nationale depuis 2012.

## Biographie
Elle participe à la Coupe du monde 2015, aux Jeux olympiques d'été de 2016 et à la Coupe d'Asie 2018.
Elle fait partie des 23 joueuses retenues afin de participer à la Coupe du monde 2019 organisée en France.